# Anna Lisa Agnell-Radhe
Anna Lisa Agnell-Rahde, född 4 april 1917 i Stockholm, död 13 oktober 2009 i Oscars församling i Stockholm, var en svensk samhällsvetare och statstjänsteman.

## Biografi
Agnell-Radhe var dotter till kanslisekreterare Gustaf Agnell och hans hustru Elsa. Hon tog studentexamen vid Palmgrenska samskolan 1937 fortsatte sedan sin utbildning vid Stockholms högskola där hon 1943 avlade en fil.kand.-examen kompletterad med studier i försäkringsjuridik.
Hon började sin karriär som amanuens i Riksräkenskapsverket 1940–1947 och var sedan aktuarie i Medicinalstyrelsen 1947–1951. Hon fortsatte sedan till Statens jordbruksnämnd där hon var förste aktuarie 1951–1961, och därefter förbundssekreterare i Fredrika Bremer-förbundet 1961–1967. År 1967 kom Agnell-Radhe till Universitets- och högskoleämbetet där hon var avdelningsdirektör fram till sin pensionering 1982.
Vid sidan av sin yrkesverksamhet hade Agnell-Radhe ett antal offentliga uppdrag och var bland annat sekreterare i 1944 års personalutredning och arbetsledarutredning, ledamot i 1948 års läkarutbildningskommitté samt i polyteknikutredningen 1971–1973. Hon var därtill nämndeman i Stockholms tingsrätt 1960–1968 och suppleant i Stockholms stadsbyggnadsnämnd 1961–1968.
Agnell-Radhe medverkade i föreningslivet bland annat som ordförande i Stockholms Zontaklubb II 1957–1959, som ingår i Zonta International en världsomfattande organisation av yrkesverksamma personer i ledande ställning med syfte att förbättra kvinnors villkor genom hjälpprojekt och opinionsbildning, samt som 1:e vice ordförande i Samhällsvetenskaparförbundet 1957–1959 och sekreterare i Statistiska föreningen 1951–1952. Hon är begravd på Uppsala gamla kyrkogård.